# Gioachino Traversa
Gioachino Traversa   (Bra, 1745 - valor desconegut) fou un violinista italià del segle xviii.
Fou deixeble de Pugnani i mestre de cambra del príncep de Carignan.
Es coneix d'aquest concertista, molt celebrat en el seu temps:
- sis Sonates per a violí;
- sis Quartets dialogats, per a dos violins, viola i violoncel;
- sis Quartets concertants;
- un Concert per a violí.